# Gueraula Codines
Gueraula de Codines (Subirats, 1275 - Subirats - 1340) fou una guaridora catalana, també coneguda com a Garalda. Dona de gran saviesa mèdica que guaria, a través de l'observació de l'orina, malalties com el mal de gotornons (mal de gola que afecta més als infants).

## Biografia
La història professional de Gueraula va començar a Vilafranca del Penedès, on va poder aprendre d'un metge àrab anomenat Bofim. El que va aprendre, juntament amb coneixements d'herbes remeieres i tradicionals, ho va posar en pràctica a Subirats on, per als seus congèneres, era una excel·lent guaridora a qui li reconeixien autoritat mèdica, però les autoritats de l'època hi van veure un perill i la van acusar de sortílega i endevinadora. Era una sospita prou greu, ja que consideraven un acte de superstició fer sortilegis o conjurar, pronunciar fórmules guaridores en la sanació, perquè veien l'aplicació d'una força misteriosa per la vinculació de certs ritus o fórmules verbals que provocarien una guarició fora de la normalitat, o sigui que hi podia haver un efecte màgic. Però ella estava disposada a comparèixer davant del bisbe sense témer res i explicar la seva pràctica sanadora.
La seva primera aparició és del 19 de desembre del 1304, embarassada del seu fill, davant el bisbe de Sant Cugat del Vallès, Ponç de Gualba. És presentada com a reincident, perquè ja havia estat penitenciada amb anterioritat. En la seva declaració relata que guaria diverses malalties, tant de persones com d'animals, com la malaltia de llegodisses o gotornons, també el mal de vives e de terçó i la gota. Per a guarir recitava les oracions cristianes del Pater, l'Ave, el Credo, feia el senyal de la creu i deia unes fórmules verbals com la que feia servir per guarir la gota, que deia així:
| « | Conjur-te, gota, conjur-te, tota, conjur-te per Déu e per madona sancta Maria per los sens e per les sentes que auia: que así no pusques aturar ni esses caschar ni popa machar ni dia passar ni punt donar ni raïl metre. Per la cort celestial, que aquesta persona no aia mal. | » |

Per guarir els animals sols recitava el Paternòster i l'Ave Maria. Es descriu que també feia un ritu compost de dos elements, la cosa i el gest, que consistia a fer, damunt la cua de l'animal malalt, una creu feta amb palla d'ordi i un gest amb els dits petit i índex. En aquesta primera compareixença, citada com a sospitosa, a la pregunta del bisbe de si sap sobre medicina declararà, amb veu ferma, que només la seva activitat mèdica de l'observació de l'orina per a diagnosticar la malaltia i també relatarà que els malalts acudien a ella en gran nombre. A partir de l'observació de l'orina, de la seva aparença, podia veure si era una simple febre i llavors el remei era dejuni i abstinència; si era més greu, recomanava al malalt que anés a un metge.
El bisbe posarà la pena del jurament de no practicar cap més conjur, endevinació ni medicament; pena d'estar-se alguns diumenges (a més del Nadal, Cap d'Any i l'Epifania) dreta i sense capa al costat del capellà durant la missa major, haver de proclamar a tot el poble que ella no sabia res de medicina i que cap persona havia d'acudir a ella sota amenaça d'excomunió; peregrinar a Montserrat un cop hagués nascut el seu fill; no dir el Paternòster ni l'Ave Maria durant un any. Si hi reincidia, passaria a la categoria de convicta de crim.
Al juliol del 1307 Gueraula es presenta davant el bisbe de forma espontània i per voluntat pròpia, mostrant-nos la seva força i determinació a dir la veritat i manifestar la seva capacitat com a guaridora. Reiterarà el que ja havia declarat amb anterioritat i relatarà amb més detall la seva pràctica dient que també diagnosticava pel pols, donava consells als malats i que guaria la tisi. Explicarà que havia après a guarir de l'observació mèdica, trenta anys abans, quan tenia uns quinze anys, del metge moro En Bofim a Vilafranca del Penedès, per tant ella havia après d'un metge. El bisbe aleshores va voler consultar a dos metges de Barcelona sobre les activitats guaridores de na Codines, i aquests varen donar una valoració positiva. El bisbe va consentir finalment que na Gueraula continués amb la seva pràctica mèdica amb una llicència parcial per la qual sols podia observar, diagnosticar i donar consell als malalts sense conjurs ni medicaments.
L'autoritat eclesiàstica el 1328 tindrà indicis que na Gueraula continua amb els conjurs i sortilegis. Aquesta vegada la llei serà més dura i la pena serà la presó per reincident. Però passà a tenir llibertat condicional sota fiança —proporcionada pel seu fill— de cinc-cents sous. Dos anys més tard passà el cas a l'inquisidor, però només es pot suposar que va fer un procediment, ja que no hi ha més informació sobre les pràctiques guaridores de na Gueraula de Codines, ni quina fou la pena, com tampoc sabem res més del que va ser de la seva vida —quan ja comptava al voltant dels setanta anys.
Gueraula va ser una dona decidida i resolta en la defensa de la seva pràctica guaridora, una pràctica de vida i de relació amb els malalts. Avui dia és reconeguda com a precursora de la medicina en una època en què les dones que la practicaven, que tenien vetats tant l'aprenentatge com l'exercici d'aquesta disciplina, eren perseguides i acusades de bruixeria.

## Premi Dra. Gueraula de Codines
La Junta comarcal de l’Alt Penedès del Col·legi de Metges de Barcelona convoca des de 2018 el Premi Dra. Gueraula de Codines, una convocatòria amb l’objectiu de premiar la recerca científica mèdica a la comarca, els treballs mèdics, epidemiològics i/o de recerca que tractin aspectes teòrics i pràctics de la salut.